# Gösta Ekman
Gösta Ekman („az idősebb”) (Stockholm, 1890. december 28. – Stockholm, 1938. január 12.) svéd színész. 
Ifj. Gösta Ekman színész (1939–2017) nagyapja.

## Fontosabb filmjei
- 1912 – Trädgårdsmästaren (The Gardener; The Broken Springrose)
- 1918 – Mästerkatten i stövlar
- 1920 – Thora van Deken
- 1920 – Gyurkovicsarna
- 1921 – En lyckoriddare
- 1922 – Vem dömer
- 1924 – Unge greven ta'r flickan och priset
- 1925 – Karl XII
- 1926 – F. W. Murnau’s Faust
- 1926 – Klovnen
- 1927 – En perfekt gentleman
- 1928 – Revolutionschochzeit
- 1928 – Gustaf Wasa del I
- 1928 – Gustaf Wasa del II
- 1930 – För hennes skull
- 1930 – Mach’ mir die Welt zum Paradies
- 1931 – Brokiga blad
- 1933 – Kära släkten
- 1933 – Två man om en änka
- 1933 – Kanske en diktare
- 1935 – Swedenhielms (Swedenhielms Family)
- 1936 – Kungen kommer
- 1936 – Intermezzo
- 1936 – Johan Ulfstjerna
- 1937 – Häxnatten
- 1940 – Än en gång Gösta Ekman

## Fordítás
- Ez a szócikk részben vagy egészben  a   Gösta_Ekman (senior) című angol Wikipédia-szócikk fordításán alapul.  Az eredeti cikk szerkesztőit annak laptörténete sorolja fel. Ez a jelzés csupán a megfogalmazás eredetét és a szerzői jogokat jelzi, nem szolgál a cikkben szereplő információk forrásmegjelöléseként.